# ألكسيس روجر
ألكسيس روجر (بالفرنسية: Alexis André Roger)‏ هو ملحن فرنسي، ولد في 11 يونيو 1814 في Château-Gontier ‏ في فرنسا، وتوفي في 1846.

## وصلات خارجية
- ألكسيس روجر على موقع ميوزك برينز (الإنجليزية)